# Luigi Ganna detective
Luigi Ganna detective è una serie televisiva italiana in 5 puntate, andata in onda in prima visione sulla Rete 2 nel 1979, diretta da Maurizio Ponzi.

## Trama
Le avventure di un investigatore privato milanese.

## Episodi
1. Al di là di quel pioppeto
2. Sotto il segno dell'acquario
3. Scarabocchio
4. Il grande inganno (prima puntata)
5. Il grande inganno (seconda puntata)